# Reithrodontomys gracilis
Reithrodontomys gracilis és una espècie de mamífer rosegador de la família dels cricètids. Viu a altituds de fins a 1.800 msnm a Belize, Costa Rica, El Salvador, Guatemala, Hondures, Mèxic i Nicaragua. Es tracta d'un animal nocturn. Els seus hàbitats naturals inclouen els matollars secs i els boscos humits d'altiplà. És una espècie en risc mínim, és a dir, no sembla que hi hagi cap amenaça significativa per a la seva supervivència. El seu nom específic, gracilis, significa ‘gràcil’ en llatí.